# Aktivbank
Die Aktivbank AG ist ein deutsches Kreditinstitut mit Sitz in der hessischen Stadt Frankfurt am Main.

## Geschichte
Im Jahr 1990 gründete die dänische Aktivbanken die deutsche Aktivbank AG. Diese hatte ihren Sitz zunächst in Stuttgart, im Jahr 2000 wurde der Sitz nach Pforzheim verlegt. 2006 erwarb die DZB Bank GmbH die Aktienmehrheit der Aktivbank AG. Heute ist sie 100-prozentige Aktionärin. Gemeinsam mit der DZB Bank GmbH ist die Aktivbank AG Teil der ANWR Group eG.
Zum Juni 2019 hat die Aktivbank AG das Zentralregulierungsgeschäft der damaligen VR LEASING übernommen. Mit dem Erwerb erweiterte die Aktivbank AG ihre Aktivitäten in der bankgestützten Zentralregulierung.
Im Juli 2019 erfolgte die Sitzverlegung nach Frankfurt am Main.

## Rechtsverhältnisse
Die Aktivbank AG ist (lt. GnR „Aktivbank Aktiengesellschaft“) im Handelsregister beim Amtsgericht Frankfurt am Main  unter HRB 115867 eingetragen.

## Geschäftstätigkeit
Die Aktivbank AG bietet Verbundgruppen und Einzelunternehmen branchengerechte Finanzdienstleistungen an. Schwerpunkte sind Zentralregulierung und Factoring. Die Aktivbank AG ist eine mittelständische Bank für mittelständische Kunden. Zielgruppen in der Zentralregulierung sind Handelskooperationen und deren Mitgliedsunternehmen, wie z. B. in den Branchen Autoteile- und -Autozubehör, Baustoff-Fachhandel sowie der Fachhandel für Küchen und Möbel. Im Geschäftsfeld Factoring werden mittelständische Produktions-, Dienstleistungs- und Handels-Unternehmen angesprochen.

### Zentralregulierung
Mit der Zentralregulierung wird aus der zweiseitigen Geschäftsbeziehung Händler/Kooperation auf der einen, Lieferant auf der anderen Seite eine Dreiecksbeziehung. Während Auftrag und Lieferung weiter ausschließlich zwischen den Handelspartnern abgewickelt werden, laufen Rechnung, Rechnungskontrolle, Belegverwaltung und Zahlung über die Aktivbank AG. Zentralregulierung mit Delkredereübernahme bedeutet darüber hinaus, dass die Aktivbank AG gegenüber dem Lieferanten für die Zahlung der Ware durch den Händler haftet. Ist die Ware geliefert und die Rechnung durch den Händler oder die Kooperation geprüft, zahlt die Aktivbank AG die Lieferantenrechnung im vereinbarten Zeitraum. Dafür erhebt sie bei Lieferant und Händler eine Gebühr.

### Factoring
Factoring sichert im Verkaufsprozess die Liquidität des Verkäufers. Beim Factoring entsteht wiederum eine Dreiecksbeziehung, in der Kauf und Lieferung zwischen Verkäufer und Käufern abgeschlossen werden. Die Aktivbank AG als Dritte im Bunde sorgt hier für die kurzfristige Zahlung der Rechnung des Verkäufers mithilfe der Factoring-Plattform @ktiv-web 2.0. Sie kauft die Forderung an den Kunden und übernimmt damit das Risiko der verzögerten Zahlung oder des Zahlungsausfalls. Die schnelle Zahlung offener Forderungen erleichtert die Finanzplanung und verbessert die Liquidität des Verkäufers. Sollte ein Abnehmer nicht zahlungsfähig sein, garantiert die Aktivbank AG bei vorheriger Limitzeichnung einen 100-prozentigen Schutz vor Zahlungsausfall. Auf Wunsch übernimmt die Bank auch das Mahn- und Inkassowesen.
Die Aktivbank AG bietet einen Factoring-Rechner online an. Der Online-Kalkulator macht die Preisbildung im Factoring für Interessenten transparent und vergleichbar. In drei Schritten kann jeder Interessent erste Kostenindikationen für sein Unternehmen abrufen. Mit den Angaben errechnet der Rechner neben den Kosten auch den Liquiditätsvorteil mit Factoring.

## Organisationsstruktur
Rechtsgrundlagen sind das Aktiengesetz und die Satzung. Organe der Bank sind der Vorstand, der Aufsichtsrat und die Hauptversammlung.

## Sicherungseinrichtung
Die Bank gehört der Sicherungseinrichtung des Bundesverbandes der Deutschen Volksbanken und Raiffeisenbanken (BVR) an. Die zuständige Aufsichtsbehörde ist die Bundesanstalt für Finanzdienstleistungsaufsicht (BaFin).

## Mitgliedschaften
Die Aktivbank AG ist Mitglied der IHK Nordschwarzwald, des Bankenfachverbands, des Deutschen Factoring Verbands e.V. und des Verbands elektronische Rechnung (VeR).

## Geschäftsgebiet
Neben dem Hauptsitz in Frankfurt am Main steht die Aktivbank AG dem Kunden mit einer Niederlassung in Pforzheim zur Seite.